# Анисимов, Владимир Николаевич (художник)
Владимир Николаевич Анисимов (род. 8 мая 1955, Москва) — советский и российский живописец, художник декоративно-прикладного искусства. Крупный общественный деятель, филантроп.

## Биография
Родился 8 мая 1955 года в Москве.
В 1970—1974 гг. учился в Загорском художественно-промышленном училище игрушки (г. Сергиев Посад. Загорск).
В 1976—1982 гг. обучался в Московском Государственном Текстильном институте им. А. Н. Косыгина, факультет прикладного искусства. Стажировался в Венгрии (1978 г.), в Чехословакии (1979 г.)
С 1983 г. — активный участник московских, республиканских, всесоюзных выставок.
Президент Региональной общественной организации художников «Бюро творческих экспедиций».
Генеральный директор Издательского дома «Христофор».
Президент Российско-Индийского клуба искусств им. Рерихов. Член Международного мемориального треста Рерихов.

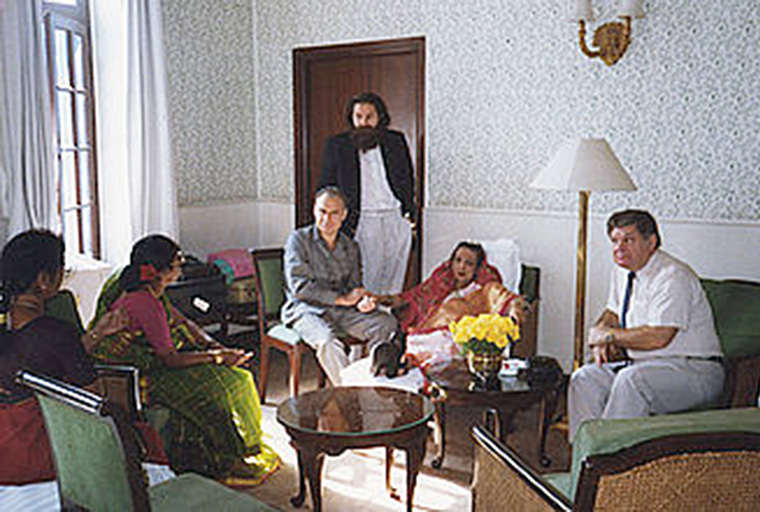
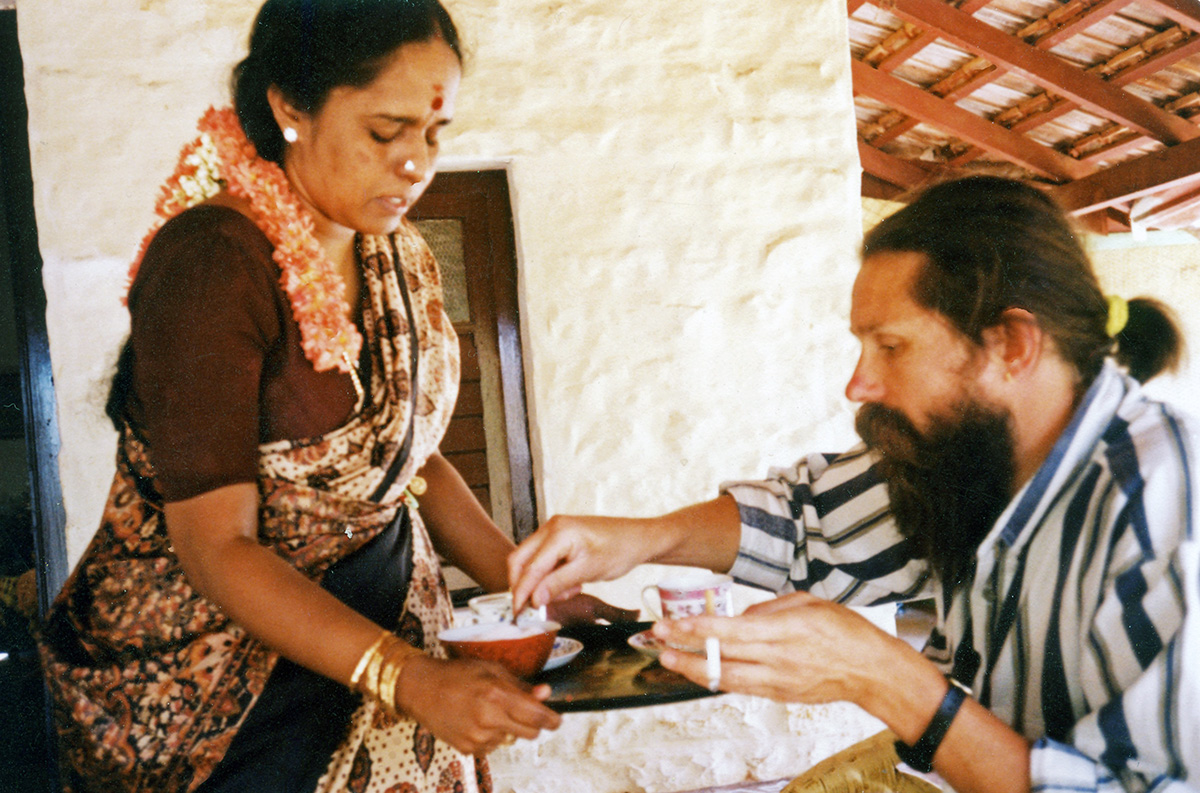

Член Исполкома Общества культурных связей с Индией.
Член Исполкома Общества культурных связей с Индонезией
Действительный член Российской академии художеств (2019). Член СХР с 1994 года. Член МСХ с 2002 года.
Организатор многочисленных творческих экспедиций:
1991 г. — первая экспедиция российских художников в Гималаи на базе имения Рерихов.
1992—1995 гг. — творческие экспедиции художников в Гималаи на базе имения Рерихов.
1996 г. — творческая экспедиция академиков Российской академии художеств в Гималаи, посвящённая 50 — летнему юбилею установления дипломатических отношений между СССР и Индией.
1997 г. — творческая экспедиция российских художников «Вокруг Индии», посвящённая 50 — летнему юбилею установления дипломатических отношений между СССР и Индией.
1998 г. — «Волга — та — Ганга» творческая экспедиция российских художников по Волге и Гангу.
2001 г. — экспедиция российских художников в Кувейт, посвящённая юбилею независимости Кувейта.
2002 г. — творческая экспедиция российских художников на Кубу «Антийская жемчужина», посвящённая 100-летнему юбилею установления дипломатических отношений между Россией и Кубой.
2002 г. — творческая экспедиция в Афганистан.
2003 г. — творческая экспедиция российских художников в Египет, посвящённая 70-летнему юбилею установления дипломатических отношений между СССР и Египтом.
2000—2010 гг. — творческие экспедиции Российских художников по следующим островам Индонезии: Ява, Суматра, Мадура, Бали, Борнео, Суловеси.
2011—2016 гг. — творческие экспедиции российских художников по следующим странам АСЕАН, посвящённые 20 — летнему юбилею диалогового партнёрства Российской Федерации со странами АСЕАН: Бруней, Малайзия, Сингапур, Камбоджа, Таиланд, Лаос, Вьетнам, Индонезия, Мьянма, Филиппиныы.

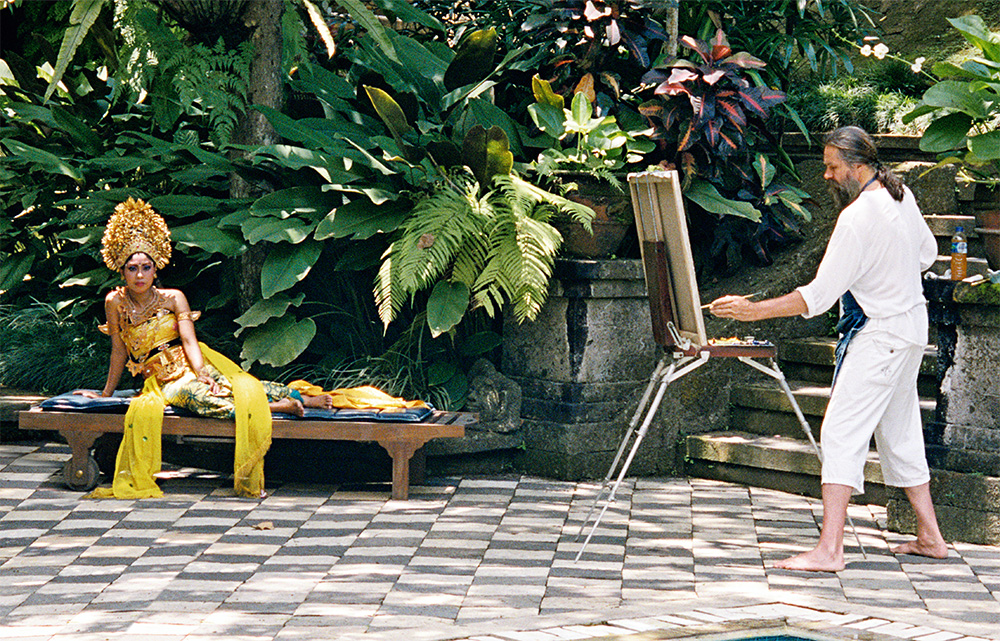
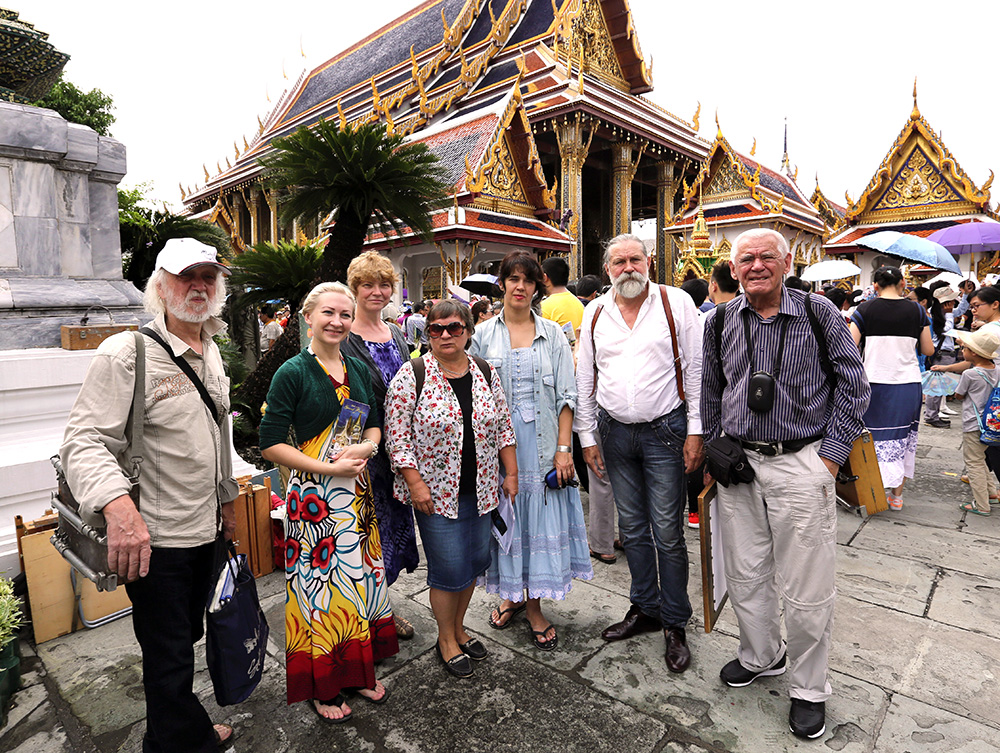

Художественные произведения В. Н. Анисимова находятся в частных собраниях в России и за рубежом.

## Творчество
Владимир Николаевич Анисимов — ведущий московский мастер живописи, графики, декоративно-прикладного искусства, творчество которого получило широкое признание в России и за рубежом.
Конец ХХ — начало XXI века — важный период в творчестве В. Н. Анисимова. Он один из тех мастеров, кто своим искусством соединяет столетия. Исполненное духовной глубины искусство художника непрестанно развивается. Благодаря постоянному творческому поиску, усложняется образно-пластический язык его произведений, созданных в последние годы. В этом убеждают работы, показанные на выставках последних лет, и свидетельствуют звания лауреатов международных проектов (2007, 2009, 2010, 2018) в номинации живопись. Связанное с нравственно-этическим началом искусство художника развивает и обогащает современную культуру. За более чем 30 лет творческой работы Анисимовым создано несколько сотен произведений живописи. Важным для развития современного искусства является пейзажное творчество мастера. Он много путешествует по разным странам мира и привозит большие серии произведений, посвященных жизни народа, культуре, своеобразию природы того или иного государства. Его картинны основаны на синтезе традиций искусства нашей страны и тех стран, где бывал художник.
Индивидуальный стиль художника проявился в больших сериях портретов, натюрмортов, созданных в последние годы в России и за рубежом: серии пейзажей «Александрия» (2013), «Бруней-Даруссалам» (2014), «На реке Иравади. Мьянма» (2015), «Гавана» (2017), «Светлая зима» (2018) и другие. Значительная страница творчества Анисимова связана с декоративно-прикладным искусством. Он — автор великолепных гобеленов, тонкий поэтичный мастер росписи по шелку.
Лучшие сюжетные композиции и пейзажные работы мастера, его гобелены и батики нашли достойное место в собраниях крупнейших музеев нашей страны, в государственных и частных коллекциях ряда зарубежных стран.

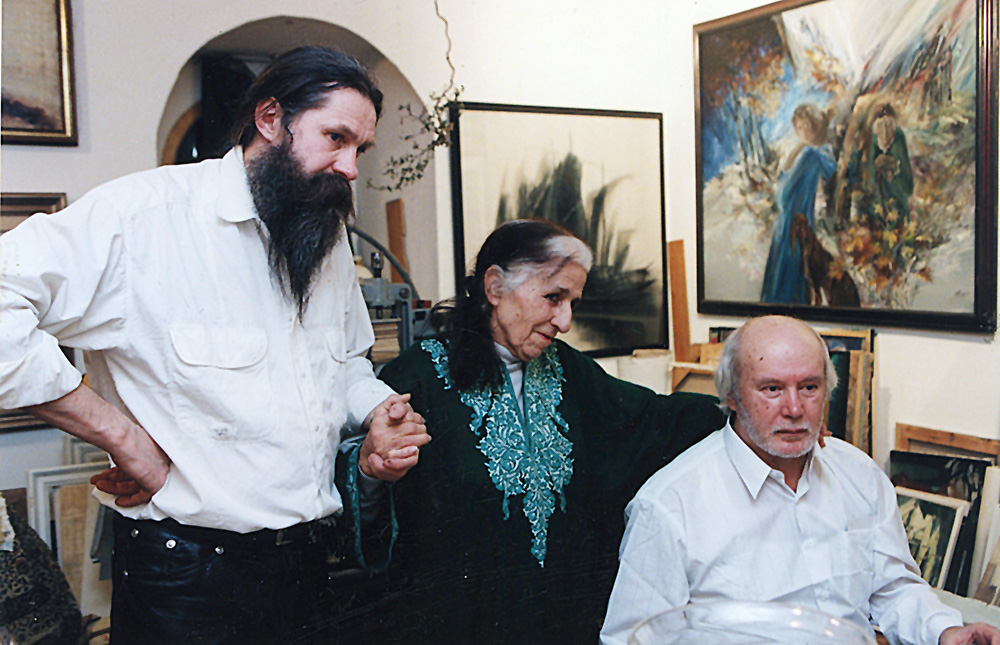

Анисимов- крупнейший специалист в области музейно-выставочного дела в нашей стране. активно развивает сотрудничество с зарубежными музеями и организациями. Его талант организатора, высокий профессионализм проявились в осуществлении многочисленных отечественных и зарубежных художественных проектов. Этому способствовала его многолетняя (с 1990) работа в качестве руководителя масштабных международных проектов, поддержанных Министерством иностранных дел Российской Федерации. В программу этих проектов входили пленэры в Индии (2010,2011)), Египте (2013), на Кубе (2002, 2017), в Индонезии (2000), Брунее (2014), Мьянме (2015), Вьетнаме (2016), Таиланде (2016, 2018) и других странах Юго-Восточной Азии.

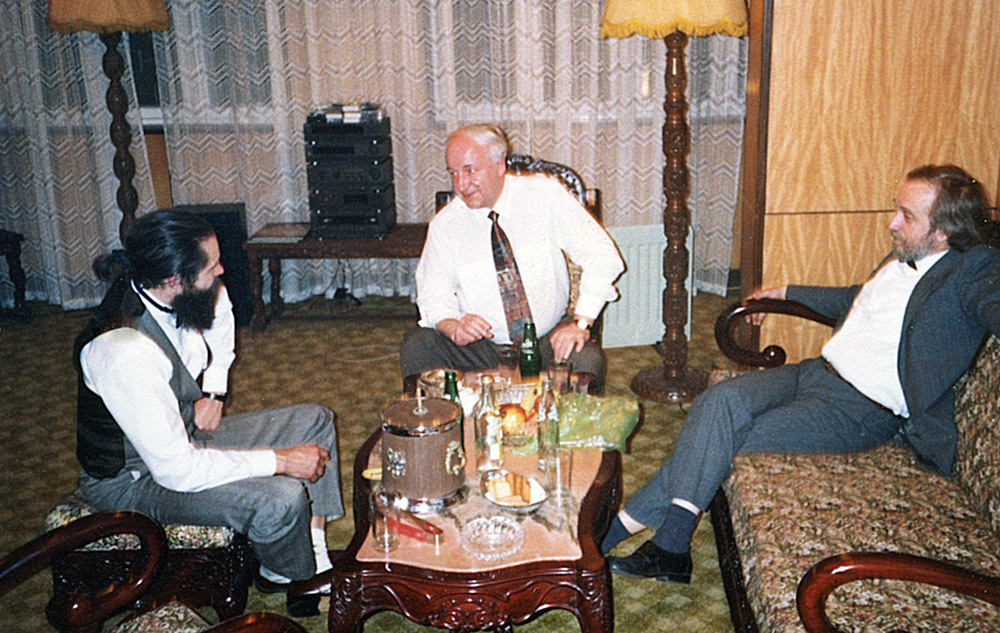

При его непосредственном участии осуществляются все выставки этих проектов (1994—2018) на лучших площадках Москвы, Санкт-Петербурга, других городов России: Российской академии художеств, Государственной Третьяковской галерее, Государственном музее Востока, в Центральных выставочных залах «Манеж» в Москве (2007) и Санкт-Петербурге (2008). Эти выставки стали значимым явлением в отечественной культуре, сыграли важную роль в объединении мастеров изобразительного искусства разных стран, стали импульсом к решению многих художественных проблем современности. Каждый проект, осуществленный В. Н. Анисимовым, это результат большой творческой и научной работы. Эти масштабные проекты с возможной объективностью и наглядностью демонстрируют целостную картину развития изобразительного искусства России рубежа ХХ-XXI веков. Проекты дают возможность раскрыть творческий путь тех, кто создает духовную культуру страны, ввести большой новый материал в историю искусства как важную составляющую часть, определяющую новый этап в духовном развитии общества. Проекты имеют большое социальное значение, они позволяют художникам показать свое искусство в разных странах мира.
На развитие отечественного искусства, воспитание новых поколений художников направлена работа Анисимова с молодежью. В каждой стране он устраивает мастер-классы для местных художников и молодежи. При его активном личном участии многие молодые художники нашей страны приняли участие в ряде международных конкурсов и были удостоены наград.
В. Н. Анисимов является автором ряда изданий, среди которых статьи, альбомы, монографические работы о больших мастерах современного искусства. Во многих случаях опубликованный им исследовательский и художественный материал является бесценным для изучения культуры нашей эпохи. За вклад в искусство В. Н. Анисимов удостоен ряда наград : Благодарность Администрации Президента Российской Федерации (2016), Почетная грамота (2016) и Благодарность (2017) Министерства культуры Российской Федерации, Всероссийская премия «Золотой витязь» (2017), медаль «700-летие Сергия Радонежского» Совета Федерации Федерального Собрания Российской Федерации, Национальная премия «Лучшая книга года» (2005, 2017, 2018, медаль «За взаимодействие» Министерства иностранных дел Российской Федерации, (2018, медаль «Участнику гуманитарных операций» МЧС (2018) . В. Н. Анисимов своим высоким творчеством, масштабной общественной деятельностью, активной работой на благо новых поколений, вносит значительный вклад в развитие отечественной и мировой культуры.
Список основных произведений:
- 1982 Серия пейзажей «Мое Подмосковье» (6 произведений) Х., м. 70х90
- 1983 Серия пейзажей «Осень в Подмосковье». (6 произведений) Х., м. 80х100
- 1984 Серия пейзажей «Лето Подмосковья». (5 произведений) Х., м. 80х100
- 1985 Серия пейзажей «Краски света». (6 произведений) Х., м. 90х100
- 1986 Серия пейзажей «Светлая осень». (6 произведений) Х., м. 70х90
- 1987 Серия пейзажей «Весенние разливы». (5 произведений) Х., м. 80х100
- 1988 Серия пейзажей «Подмосковное лето». (5 произведений) Х., м. 90х100
- 1989 Серия пейзажей «Времена года». (4 произведения) Х., м. 75х100
- 1990 Серия пейзажей «Подмосковье». (6 произведений) Х., м. 80х100
- 1991 Серия пейзажей «Подмосковные дали». (7 произведений) Х., м. 90х100
- 1992 Серия пейзажей «Подмосковье». (5 произведений) Х., м. 70х80
- 1993 Серия пейзажей «Лето Подмосковья». (6 произведений) Х., м. 80х90; Ночное Роспись по шелку, 100х100
- 1994 Серия пейзажей «На берегу священной реки». (5 произведений) Х., м. 50х130
- 1995 «Кутуб Минар» Роспись по шелку, 100х100; Серия пейзажей «Утро туманное». (5 произведений) Х., м. 52х64;
- 1997 Серия пейзажей Осенние леса" (5 произведений) Х., м. 70х90
- 1998 Триптих «Битва» Роспись по шелку, 100х100
- 1999 Серия пейзажей «На пруду у Новодевичьего монастыря» (5 произведений) Х., м. 44х49,5
- 2000 Серия городских пейзажей «Кабул» (6 произведений) Х., м. 40х90; Татагуни Х., м. 40х90; Верфь в Бенкулу. Индонезия Х., м. 21х64; Гобелен «Бали» Шерсть, ручное ткачество. 200х300; На реке Кертапати Х., м. 40х90
- 2001 Серия пейзажей «Сергиев Посад. Колокола России». (5 произведений) Х., м. 75х80
- 2002 Серия городских пейзажей «Сергиев Посад». (5 произведений) Х., м. 59, 5х76,5; Осень в Поварово Х., м. 60х70; Сергиев Посад. Рождественское утро Х., м. 48х119
- 2003 Серия натюрмортов «Индия» (5 произведений) Х., м. 90х100; На тот большак … Х., м. 55х90; Гобелен «Пандагаран» Ручное ткачество. 40х80
- 2004 Косогор Х., м. 80х90; Серия пейзажей «Переславль Залесский. Зима» (5 произведений) Х., м. 41х134; Серия пейзажей «Таруса. Зима».(5 произведений) Х., м. 71х90,6; Зима в Михайловском Х., м. 72х114,5
- 2005 У причала Х., м. 76х98; Раннее утро Х., м. 65х90; Серия пейзажей «Кострома. Ипатьевская слобода». (5 произведений); Мечеть Х., м. 72х97; Джаммамаджид Х., м. 45х60; Сунда Келапа. Вечер на рейде Х., м. 70х114; Сунда Келапа. Семья Х., м. 71х114; На мели Х., м. 50х90; Бригантины на отдыхе Х., м. 40,5х50,5; Утро на рейде Х., м. 65х70
- 2006 Лавра. Дворик Х., м. 70х70; Серия пейзажей «На реке Мсте». (6 произведений) Х., м. 40х60; Натюрморт с перчиком чили Х., м. 80х90
- 2007 Таруса. 2 января Х., м. 66, 5х70
- 2008 Сергиев Посад. Церковь у дороги Х., м. 33, 5х64
- 2009 Портрет Агунга Раи Х., м. 90х110; Индия. Барсана Х., м. 76х114
- 2010 Варанаси. На Ганге. Колют, масло. 65х100; Серия пейзажей «Нилово-Столбенская пустынь». (6 произведений) Х., м. 75х80,5
- 2011 Варанаси. Вечерняя молитва Х., м. 77х90
- 2012 Оазис Сива Х., м. 50х130
- 2013 Серия городских пейзажей «Александрия» (5 произведений) Х., м. 48х75; Вади — Натрун Х., м. 50х130
- 2014 Деревня на воде. Бруней Х., м. 63х103; Серия городских пейзажей «Бруней — Даруссалам» (5 произведений) Х., м. 63х103; Ангкор Ват Х., м. 80х110
- 2015 Луанг Прабанг. На реке Меконг Х., м. 50х90; Новый год в Шведагоне. Мьянма Х., м. 60х70; Серия пейзажей «На реке Иравади. Мьянма» (5 произведений) Х., м. 60х100; Интраморос. Филиппины Х., м. 40х80
- 2016 Сингапур. Вид на отель Фуллерон Х., м. 60х92; Сингапур. Сентоза Х., м. 68х87; Ват Пракеу. Бангкок Х., м.; Серия работ "Дворец. Бангкок Х., м. 40х80
- 2017 Крепость Эль — морро Х., м.. 110х80; Серия городских пейзажей. «Гавана». (6 произведений) Х., м. 110х80; 80х110; Кахимар Х., м. 90х40
- 2018 Серия пейзажей «Светлая зима». (7 произведений) Х., м. 70х90

## Выставочная деятельность
Персональные выставки:

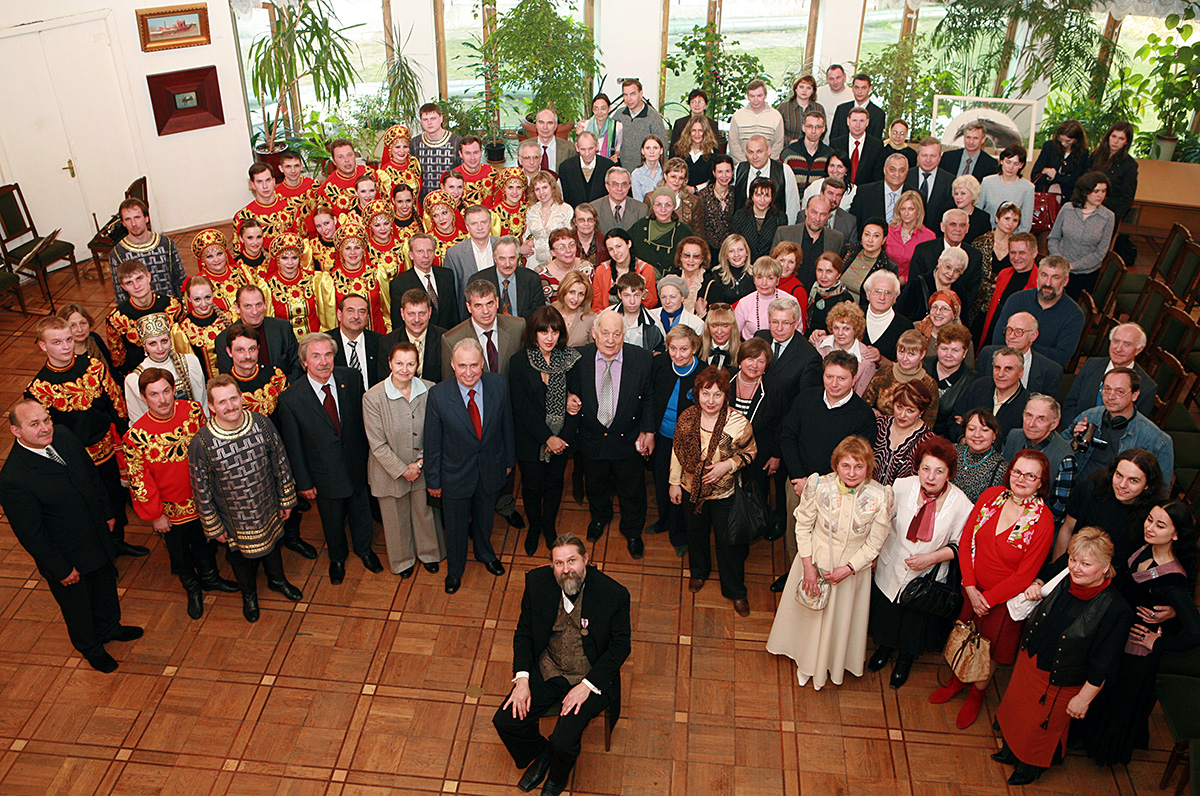
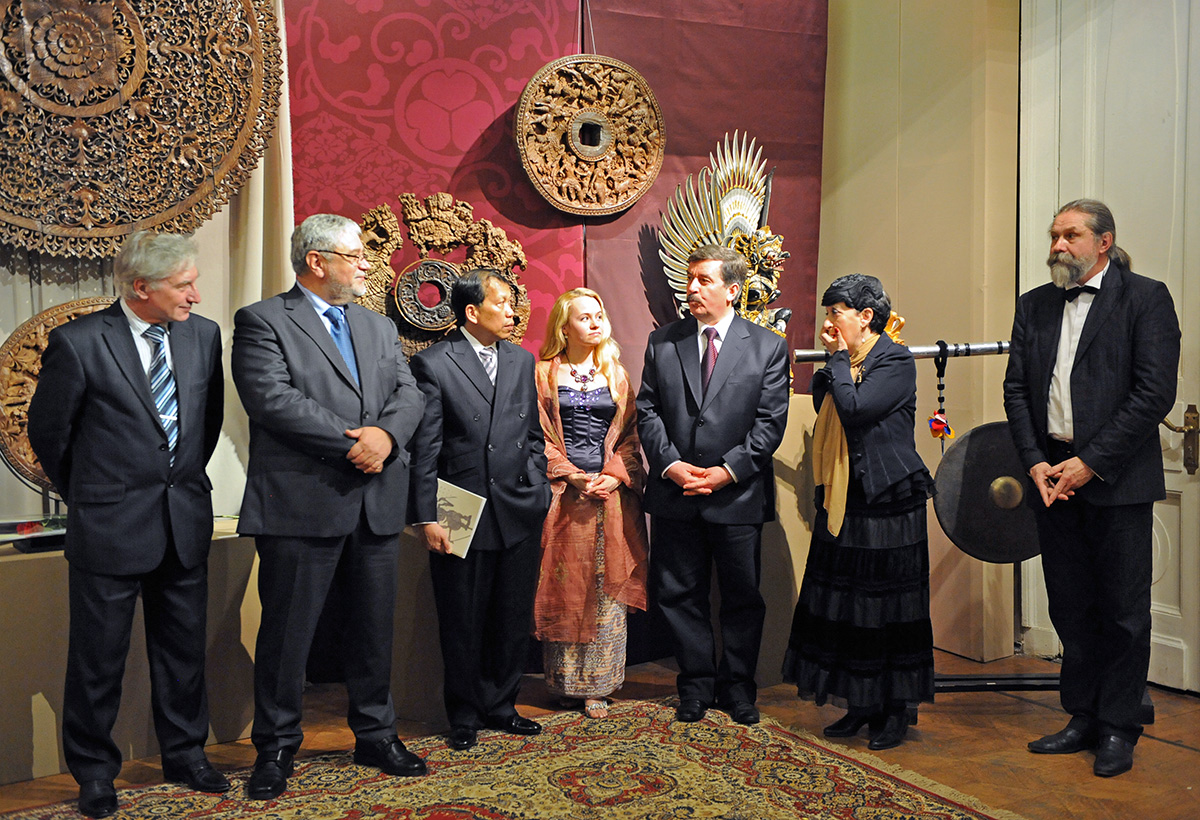
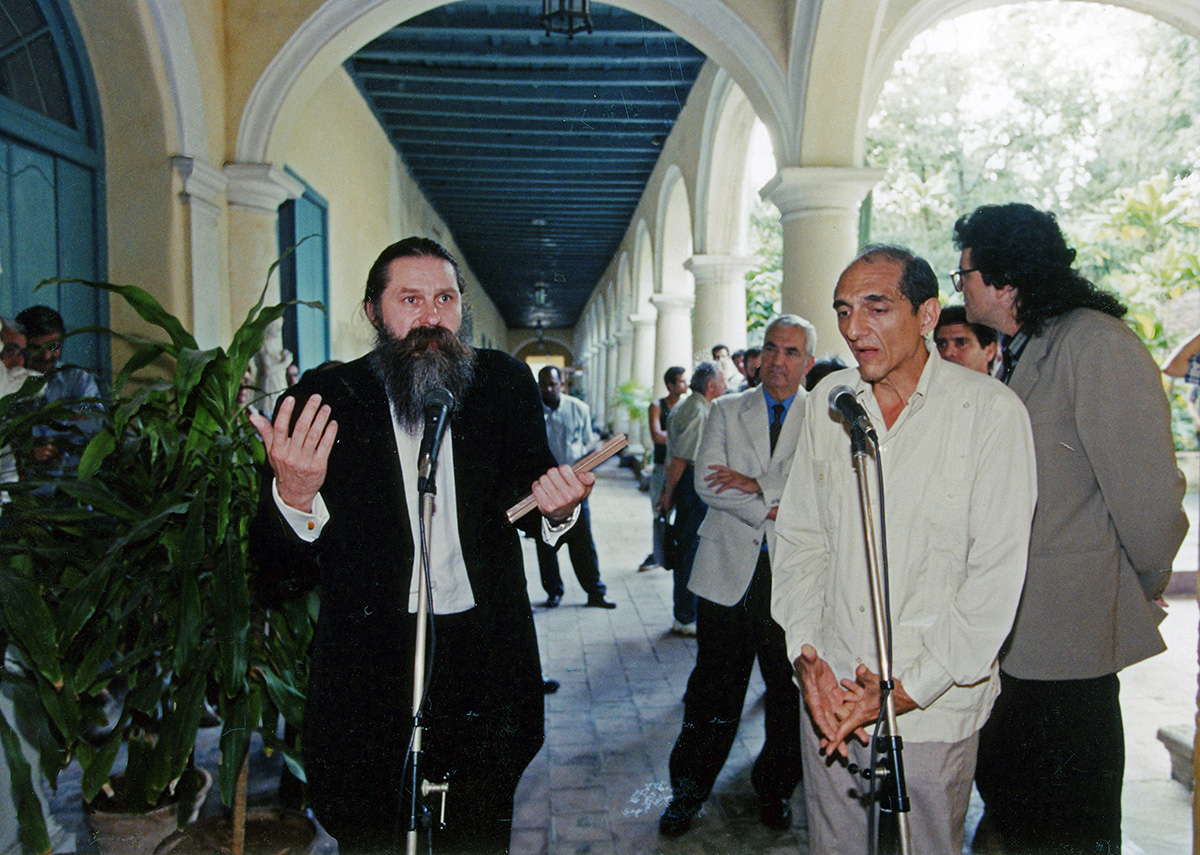
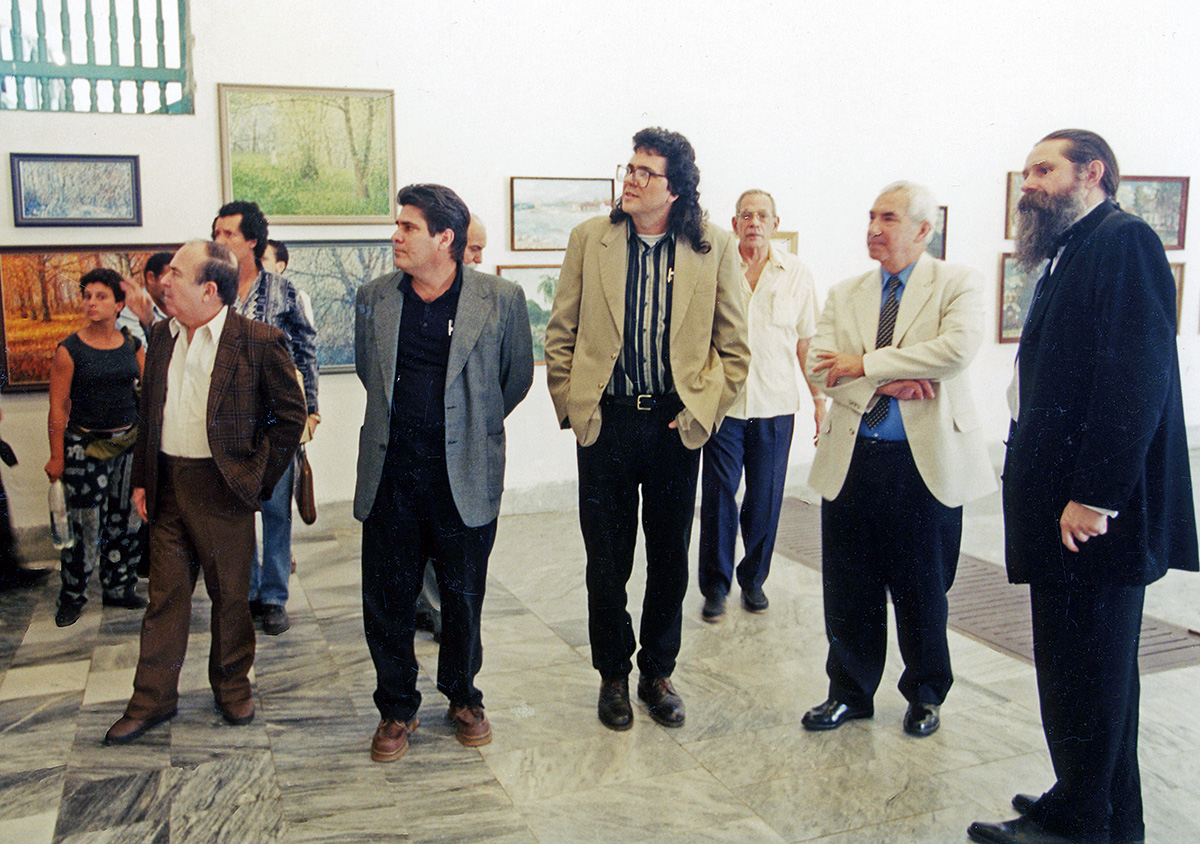
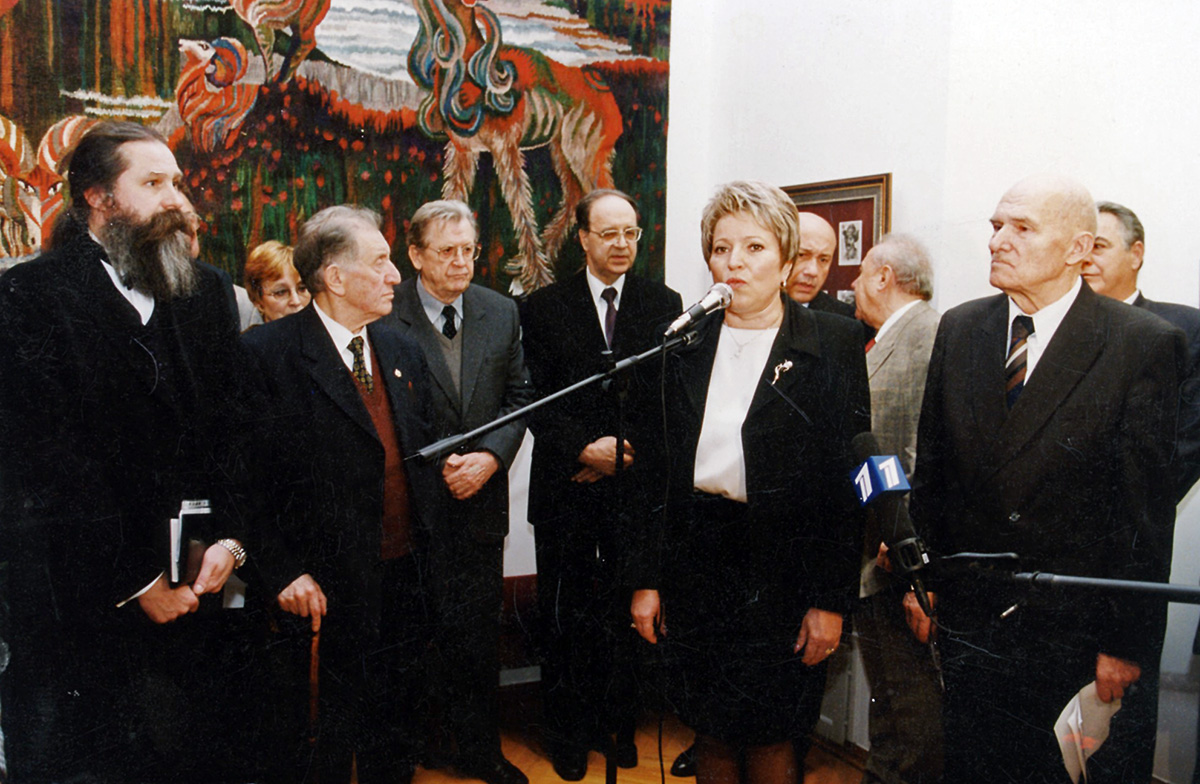

- 1991 — персональная выставка. Центральный Дом работников искусств. Москва
- 1995 — персональная выставка. Центральный Дом художника. Москва
- 1997 — персональная выставка. Центральный Дом работников искусств. Москва
- 1999 — персональная выставка. Центральный Дом художника. Москва
- 2001 — персональная выставка. Центральный Дом работников искусств. Москва
- 2005 — персональная выставка. Центральный Дом работников искусств. Москва
- 2007 — персональная выставка «Страны далекие и близкие». Сергиево-Посадский государственный историко-художественный музей-заповедник
- 2007 — персональная выставка «Страны далекие и близкие». Сергиево-Посадский государственный историко-художественный музей-заповедник
- 2009 — персональная выставка «Север с Востока». Сергиево-Посадский государственный историко-художественный музей-заповедник
- 2009 — персональная выставка «Леонидов — Анисимов». Сергиево-Посадский государственный историко-художественный музей-заповедник
- 2010 — персональная выставка «Под голубым небом». Муромский художественный музей
- 2012 — персональная выставка «Страны далекие и близкие». Тверской городской музейно-выставочный центр
- 2014 — персональная выставка «Страны далекие и близкие». Сергиево-Посадский государственный историко-художественный музей-заповедник
- 2016 — персональная выставка «Страны далекие и близкие». Сергиево-Посадский государственный историко-художественный музей-заповедник
- 2017 — персональная выставка «Страны далекие и близкие». Сергиево-Посадский государственный историко-художественный музей-заповедник
- 2018 — персональная выставка «Страны далекие и близкие». Тверской городской музейно-выставочный центр

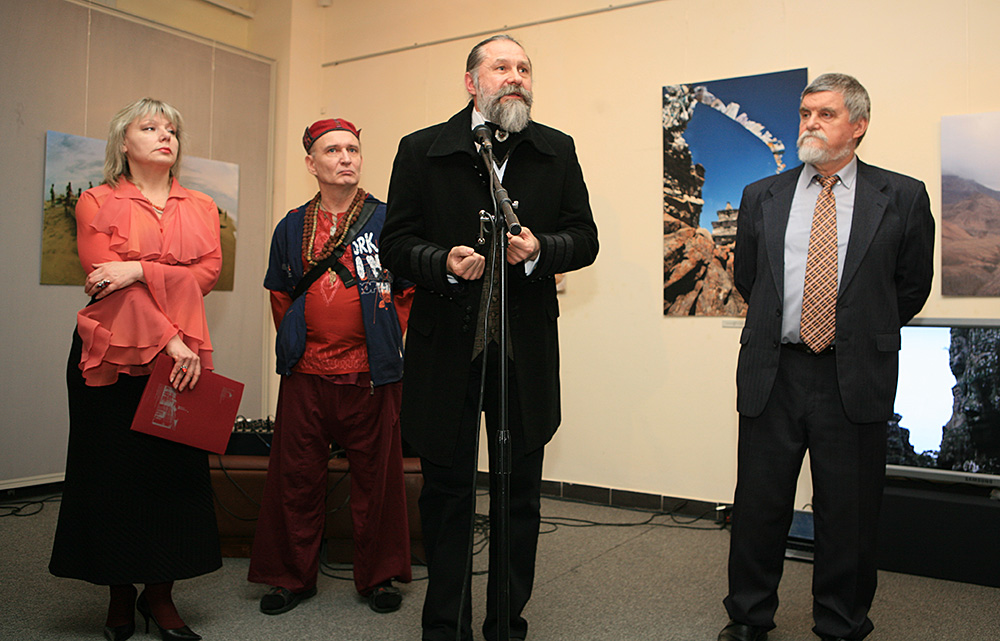
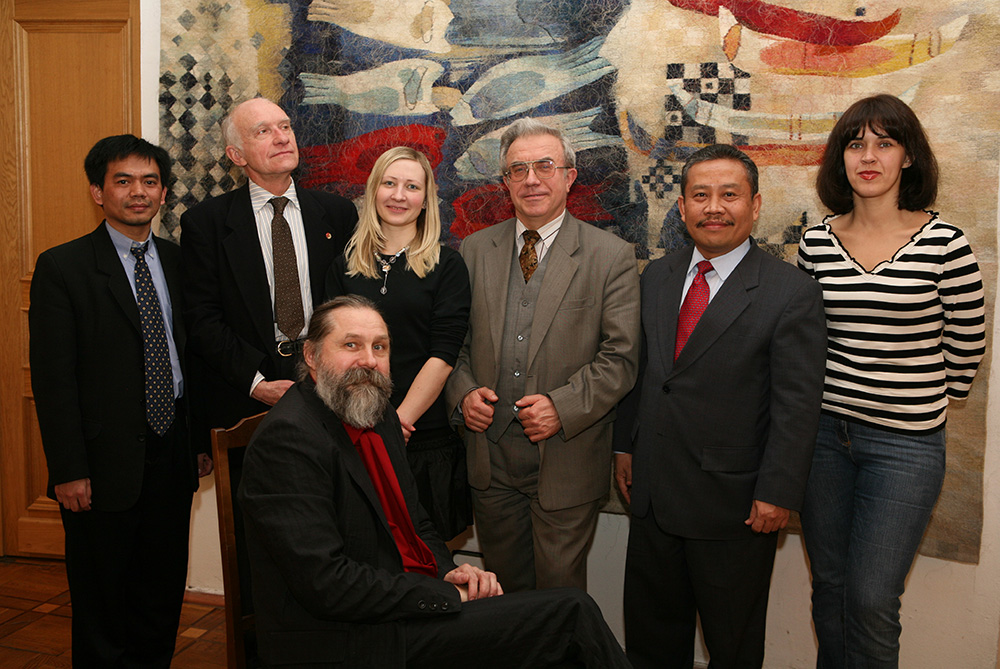
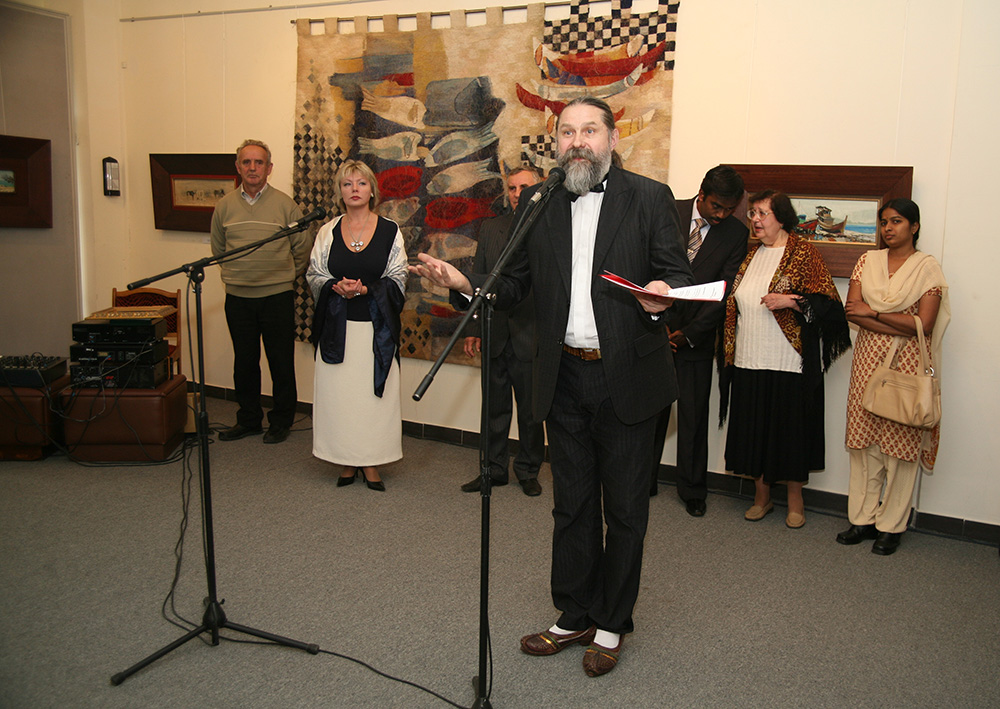
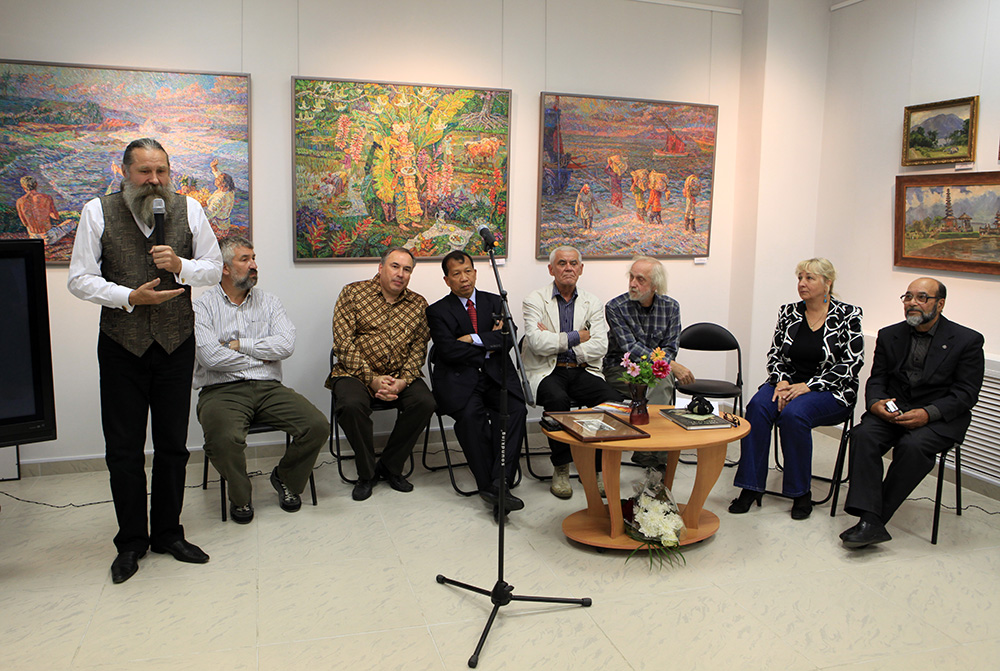
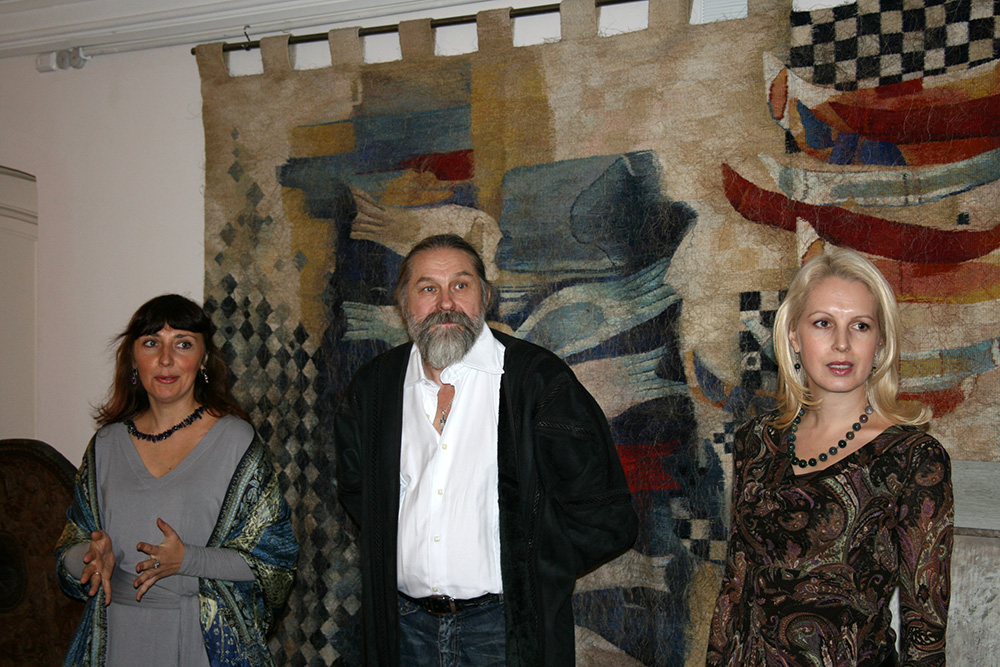

Выставки московские, региональные, всероссийские, международные, зарубежные:
- 1983 — всесоюзная выставка «Советский пейзаж». Центральный выставочный зал «Манеж». Москва
- 1984 — всесоюзная художественная выставка «Земля и люди». Центральный выставочный зал «Манеж». Москва
- 1985 — VII республиканская художественная выставка «Советская Россия». Центральный выставочный зал «Манеж». Москва
- 1986 — всесоюзная художественная выставка «Мы строим коммунизм». Центральный выставочный зал «Манеж». Москва
- 1987 — всесоюзная художественная выставка «Художники — народу». Центральный Дом художника. Москва
- 1988 — осенняя художественная выставка Союза художников России. Центральный выставочный зал «Манеж», Санкт-Петербург
- 1992 — художественная выставка «Кулу зовущий Благовест». Москва, Дом дружбы народов; всероссийская художественная выставка «Россия». Центральный выставочный зал «Манеж». Москва; художественная выставка российского офорта «Белые ночи». Hotel Oberoi, Display Art Gallery, New Delhi, India; художественная выставка «Russian Collection», Habitat-center, New Delhi, India
- 1993 — художественная выставка «Кулу, зовущий благовест», Российский культурный центр, Delhi, India; художественная отчетная выставка художников России «Гималаи». Посольство Республики Индия в Российской Федерации . Москва
- 1994 — художественная выставка «Цветы Мории», выставочный зал Союза художников России. Москва, ул Тверская 25; художественная выставка «Russian Collection», Habitat-center, New Delhi, India; художественная выставка «Russian Collection», Genesis Art Gallery, Calcutta, куратор — Rekhe Mody, India; художественная выставка «VIII Триеннале — Индия», Lalit Kala Academy, New Delhi, India
- 1995 — художественная выставка «Интерпленэр — 95». Центральный выставочный зал, г. Красноярск; художественная выставка «Impressoins», Lalit Kala Academy, New Delhi, India; художественная выставка «The white nights» Grand Hotel, Calcutta, India; художественная выставка «Интерпленэр — 95». Выставочный зал Союза художников России. Москва, ул. Тверская 25
- 1996 — художественная выставка «Namaste». «Сто дней в Гималаях». Российская академия художеств. Москва
- 1997 — художественная выставка «IX Триеннале — Индия», Lalit Kala Academy, New Delhi, India; выставка московских художников, посвященная 850 — летию Москвы. Центральный Дом художника. Москва; художественная выставка «Золотая кисть». Центральный Дом художника, Москва; художественная выставка «Вокруг Индии». Центральный выставочный зал. Оренбург
- 1998 — художественная выставка «Коллекция». Центральный Дом художника. Москва; художественная выставка "Индия глазами российских художников. Государственная Третьяковская галерея. Москва; Московский международный художественный салон «ЦДХ 98». Центральный Дом художника. Москва
- 1999 — художественная выставка «Лик Бхараты». Центральный Дом работников искусств. Москва; IХ всероссийская художественная выставка «Россия». Центральный выставочный зал «Манеж». Москва; художественная выставка современной пейзажной живописи «Зеленый шум». Кострома, Ярославль, Владимир, Плес;выставка пейзажа «Диалоги». Выставочный зал «Новый Манеж», Москва
- 2000 — художественная выставка «Russian Collection», National Gallery of Indonesia, Jakarta; выставка произведений живописи «На рубеже веков». Галерея искусства «Дом Ф. И. Шаляпина», Москва; выставка произведений живописи, посвященная 70-летию Центрального Дома работников искусств. Центральный Дом работников искусств. Москва; Московский международный художественный салон «ЦДХ 2000». Центральный Дом художника, Москва; выставка живописи «Итоги сезона». Центральный Дом работников искусств, Москва; всероссийская художественная выставка «Имени твоему …» к 2000 — летию Рождества Христова. Центральный Дом художника. Москва; художественная выставка «Ожерелье экватора», Музей современного искусства, Москва; художественная выставка «Индонезия — экспедиционный дневник». Выставочный зал «Новый Манеж», Москва; художественная выставка «Индонезия — экспедиционный дневник». Посольство Республики Индонезия в России
- 2001 — художественная выставка «Морями теплыми омытая». Государственный музей Востока, Москва; выставка произведений живописи «Москва и москвичи». Московский Дом художника. Москва; выставка произведений московских живописцев «Мир живописи». Центральный Дом художника. Москва; художественная выставка «Антильская жемчужина» . Российская академия художеств, Москва
- 2002 — художественная выставка, посвященная 70-летию Московского Союза художников. Центральный выставочный зал «Манеж». Москва; художественная выставка «Russian Collection», Музей реставрации, Гавана, Куба; художественная выставка «Роза ветров». Центральный Дом работников искусств, Москва; художественная выставка, посвященная 70-летию Московского отделения Союза художников России, Выставочный зал «Малый Манеж», Москва; художественная выставка «Русская коллекция». Центральный выставочный зал, г. Подольск Московской области; выставка произведений художников России в Кувейте, посвященная юбилею установления дипломатических отношений между Россией и Кувейтом
- 2003 — художественная выставка «Путешествие в Индию». Посольство Республики Индия в России; выставка произведений живописи, графики, скульптуры «Музыка в творчестве московских художников», Галерея искусства «Дом Ф. И. Шаляпина». Москва; выставка произведений членов Российской академии художеств. Выставочный зал г. Подольска Московской области; выставка живописи «Золотая кисть — 2003», посвященная Дням славянской письменности и культуры. Московский государственный выставочный зал «Новый Манеж». Манеж; художественная выставка «Научит летать окрыленный». Всероссийский выставочный Центр (ВДНХ). Москва; художественная выставка «Russian Collection», National Gallery of Indonesia, Jakarta
- 2004 — выставка произведений московских художников. Московский Дом художника. Москва; Х Всероссийская художественная выставка «Россия». Центральный Дом художника. Москва; выставка живописи «Золотая кисть — 2003», посвященная Дням славянской письменности и культуры. Центральный Дом художника. Москва; выставка «Автопортрет — художник и его время». Галерея искусства «Дом Ф. И. Шаляпина». Москва; художественная выставка в рамках Ш Международного фестиваля «Москва — город мира». Творческий Союз художников России. Москва; художественная выставка «IX Триеннале — Индия», Lalit Kala Academy, New Delhi, India; художественная выставка «Москва — 2004». Выставочный зал «Новый манеж». Москва, «Михайловский манеж» Санкт — Петербург, Выставочный зал, Бишкек; художественная выставка «Роза ветров». Центральный Дом работников искусств. Москва; всероссийская выставка пейзажа «Зеленый шум». Историко-художественный музей-заповедник, г. Плес Ивановской области. Художественный музей, г. Кострома; выставка произведений художников, участников проекта «Международный художественный лагерь». Выставочные залы городов Индии: Чатра, Кала Паришад, Бангалор; художественная выставка «Песня о Сунда Келапе». National Gallery of Indonesia, Jakarta
- 2005 — художественная выставка «Russian Collection», National Gallery of Indonesia, Jakarta; всероссийская выставка «60 лет Великой Победы» , Кузнецкий Мост, 11, Москва; Всероссийская художественная выставка «Графические произведения старых и современных мастеров». Москва; выставка пейзажной живописи «Зеленый шум», г. Плес Ивановской области, Иваново; Всероссийская художественная выставка «Новый век». Москва; всероссийская художественная выставка «Современное искусство России». Москва; художественная выставка «Москва — город мира» в рамках 1У Международного фестиваля. Москва, Гоголевский бульвар, 10
- 2006 — Всероссийская художественная выставка «Мир живописи и скульптуры» Центральный Дом художника, Москва; всероссийская художественная выставка пейзажной живописи «Образ Родины». Вологда; выставка пейзажной живописи «Зеленый шум», г. Плес Ивановской области; всероссийская художественная выставка «Графические произведения старых и современных мастеров». Иваново, Москва; художественная выставка «Декоративное искусство России». Музей декоративно-прикладного искусства. Москва; художественная выставка, в рамках программы проведения Дней города Москвы. Выставочные залы Правительства Москвы «Галерея на Солянке». Москва; художественная выставка, в рамках программы проведения Дней города Москвы. Государственный выставочный зал «Тушино». Москва; всероссийская художественная выставка «Современное искусство России». Москва, Коломна, Рязань; выставка, посвященная 65-летию битвы под Москвой, Центральный выставочный зал «Манеж». Москва
- 2007 — художественная выставка в рамках Первого Московского международного фестиваля искусств «Традиции и Современность». Центральный выставочный зал «Манеж». Москва; всероссийская художественная выставка пейзажной живописи «Образ Родины». Центральный Дом художников. Москва; всероссийская художественная выставка «Современное искусство России». Москва, Тверь, Иваново, Коломна; всероссийская художественная выставка «Духовное возрождение». Москва; выставочный историко-художественный проект «Историческое и культурное наследие Москвы. 10 лет развития». Центральный выставочный зал «Манеж». Москва; художественная выставка в рамках проекта «Дни славянской культуры» г. Коломна Московской области; выставка «Мир живописи», посвященная 75-летию Московского Союза художников. Выставочный зал Правительства Москва. Москва; выставка произведений московских художников, посвященная 75-летию Московского Союза художников. Выставочный зал «Тушино». Москва; выставка произведений московских художников, посвященная 75-летию Московского Союза художников. Выставочный зал «Тушино», Москва; юбилейная выставка, посвященная 75-летию Московского Союза художников. Центральный Выставочный зал «Манеж». Москва; художественная выставка «Осенняя музыка света». Московский Дом национальностей. Москва; художественная выставка, посвященная 860- летию города Москвы. Выставочный зал Москвы. Москва; художественная выставка, в рамках программы проведения Дней города Москвы. Государственный выставочный зал Правительства Москвы «Галерея на Солянке». Москва; художественная выставка, в рамках программы проведения Дней города Москвы. Государственный выставочный зал «Тушино». Москва; выставка живописи «Золотая коллекция». Центральный Дом художника. Москва
- 2008— выставка живописи «Москва — художники — Москва», посвященная 75-летию Московского союза художников. Центральный Дом художника. Москва; всероссийская художественная выставка «Отечество». Центральный Дом художника. Москва; художественная выставка в рамках второго Московского международного фестиваля искусств «Традиции и современность», Центральный выставочный зал «Манеж». Москва; художественная выставка «Современное искусство». Дом национальностей Москва; Выставочный зал «Дом Озерова». Коломна; выставка изобразительного искусства в рамках проекта «Москва-город мира». Музей «Бородинская панорама». Москва; международная художественная выставка «Памятники Отечества». Культурно-выставочный центр. Тверь; художественная выставка в рамках программы празднования Дня славянской письменности и культуры. Тверская областная картинная галерея. Тверь; художественная выставка, посвященная «Дню Москвы». Государственный выставочный зал Правительства Москвы «Галерея на Солянке». Москва; художественная выставка, посвященная «Дню Москвы». Государственный выставочный зал «Тушино». Москва; художественная выставка «Красота и духовность». Московский государственный выставочный зал «Новый манеж». Москва; Первый международный художественный проект «Путь единства». Центральный Дом художника. Москва
- 2009 — Х1 всероссийская художественная выставка «Россия». Центральный Дом художника. Москва; художественная выставка «Ожерелье Экватора. Остров Бали». Музейно-выставочный центр. Тверь; международный художественный салон «Путь единства». Центральный Дом художника; Московский международный художественный салон «ЦДХ 2009». Центральный Дом художника. Москва; художественная выставка в рамках проекта «Москва — город мира». Выставочный зал Московского союза художников. Кузнецкий мост, 11. Москва; художественная выставка, посвященная 250-летию со дня рождения Н. В. Гоголя. Выставочные залы Дома национальностей. Москва; художественная выставка, в рамках проведения Дней города Москвы. Выставочные залы Правительства Москвы «Галерея на Солянке». Москва; художественная выставка, в рамках проведения Дней города Москвы. Государственный выставочный зал «Тушино». Москва; художественная выставка «Родное и близкое» в музейно-выставочном комплексе «Царицыно». Москва
- 2010 — художественная выставка «Ожерелье Экватора. Остров Бали». Государственный музей Востока. Москва; художественная выставка «Хождение за три моря». Музейно-выставочный центр. Тверь; всероссийская художественная выставка «Времена не выбирают». Московский государственный выставочный зал «Новый манеж». Москва; всероссийская художественная выставка «Мир живописи и скульптуры». Центральный Дом художника. Москва; выставка произведений живописи, посвященная 80- летию Центрального Дома работников искусств. Центральный Дом работников искусств. Москва; издательский и выставочный проект «Российское искусство. Возрождение». Башня «Федерация». Москва; художественная выставка в рамках проекта «Москва — город мира». Выставочный зал Московского союза художников. Кузнецкий мост, 11, Москва; художественная выставка «Искусство сегодня». Выставочные залы Московского Союза художников России. Кузнецкий мост, 11. Москва; международная художественная выставка в рамках Пятого Московского международного фестиваля искусств «Традиции и современность». Центральный выставочный зал «Манеж». Москва; всероссийская художественная выставка, посвященная 1000-летию города Ярославля. Выставочные залы Ярославского отделения Союза художников России. Ярославль; художественная выставка, посвященная «Дню Москвы». Государственный выставочный зал «Тушино». Москва; всероссийская художественная выставка «Времена не выбирают». Московский государственный выставочный зал «Новый манеж». Москва; всероссийская художественная выставка «Красота и духовность». Московский государственный выставочный зал «Новый манеж». Москва; художественная выставка "Индия глазами русских художников. Посольство Республики Индии в России. Москва
- 2011 — художественная выставка «Хождение за три моря». Государственный музей Н.Рериха. Москва; всероссийская художественная выставка «Времена не выбирают». Московский государственный выставочный зал «Новый манеж». Москва; всероссийская рождественская художественная выставка. Московский государственный выставочный зал «Новый манеж». Москва; художественная выставка «Мир живописи и скульптуры». Центральный Дом художника. Москва; художественная выставка в рамках проекта «Москва — город мира». Выставочный зал Московского союза художников. Кузнецкий мост, 11, Москва; художественная выставка «Пробный шар». Совместная выставка Московского Союза художников и Российской академии художеств. Москва, музейно-выставочный центр «Рабочий и колхозница»; художественная выставка «К островам Сампагиты», посвященная юбилею установления дипломатических отношений между Российской Федерацией и Республикой Филиппины. Отель «Манила», г. Манила
- 2012 — всероссийская художественная выставка «Времена не выбирают». Московский государственный выставочный зал «Новый манеж». Москва; всероссийская художественная выставка «Красота и духовность». Московский государственный выставочный зал «Новый манеж». Москва; художественная выставка «Конь. Баба. Птица». Сергиево-Посадский государственный историко-художественный музей-заповедник; выставка московских художников «Московский Союз художников. К 80-летию». Центральный государственный выставочный зал «Манеж». Москва; всероссийская художественная выставка «Вершины в ладонях неба». Центральный Дом художника. Москва; художественная выставка «К островам Сампагиты», посвященная юбилею установления дипломатических отношений между Российской Федерацией и Филиппинами. Сенат и Конгресс, г. Манила; VI Московский международный фестиваль искусств «Традиции и современность». Центральный государственный выставочный зал «Манеж». Москва; художественная выставка, посвященная 200-летию Победы в Отечественной войне 1812 года. Залы Государственного геологического музея имени В. И. Вернадского Российской академии наук. Москва; всероссийская художественная выставка «Святая Русь». К 1150 Российской государственности. Выставочный зал «Замоскворечье». Москва; художественная выставка «К островам Сампагиты», посвященная юбилею установления дипломатических отношений между Российской Федерации и Республикой Филиппины. Музей современного искусства, г. Себу, Республика Филиппины
- 2013 — художественная выставка «Все краски Азии» Convention Center, Kuala Lumpur; всероссийская художественная передвижная выставка «Многоликая Россия», посвященная 1150 -летию Российской государственности. Выставочный зал. Кострома; художественная выставка «Приди и смотри». Тверской городской музейно-выставочный центр, г. Тверь; всероссийская художественная передвижная выставка «Многоликая Россия». Городской выставочный центр, г. Казань.; всероссийская художественная выставка «Современный пейзаж России». Тверской городской музейно-выставочный центр; выставка произведений живописи, графики, скульптуры, иконописи «Планета Вернадского», посвященная 150-летию со дня рождения великого русского ученого Владимира Ивановича Вернадского. Залы Государственного геологического музея имени В. И. Вернадского Российской академии наук; художественная выставка «Дорогами Египта», посвященная юбилею установления дипломатических отношений между Российской Федерацией и Арабской Республикой Египет, Александрийская Библиотека. Александрия
- 2014 — художественная выставка «Скульптура и гобелен». Выставочный зал Московского Союза художников, Москва; всероссийская художественная выставка «Россия XII». Центральный Дом художника. Москва
- 2015 — художественная выставка «Грани прекрасного» Государственный историко-художественный музей, г. Холуй; международная художественная выставка «Победа», посвященная 70 — летию Великой Победы в Великой Отечественной войне. Залы Центрального Дома Художников, Москва; художественная выставка "Графика и скульптура. Музейно-выставочный комплекс ГБОУ «Московский академический художественный лицей Российской академии художеств
- 2016 — художественная выставка „Все краски Азии“. Государственный Дарвиновский музей, г. Москва; художественная выставка „Все краски Азии“. Тверской городской музейно-выставочный центр, г. Тверь
- 2017 — художественная выставка В стране изумрудного Будды», посвященная 120-летнему юбилею установления дипломатических отношений между Королевством Таиланд и Российской Федерацией. Национальная картинная галерея, Королевство Таиланд; всероссийская художественная выставка, посвященная 260-летию Российской академии художеств. Москва, Выставочные залы Российской академии художеств; выставка живописи, посвященная 85-летию Московского Союза художеств. Выставочный зал «Тушино», Москва; юбилейная выставка, посвященная 85-летию Московского Союза художеств. Залы Центрального Дома художников, Москва; художественная выставка «Антильская жемчужина». Зал Министерства иностранных дел, Москва

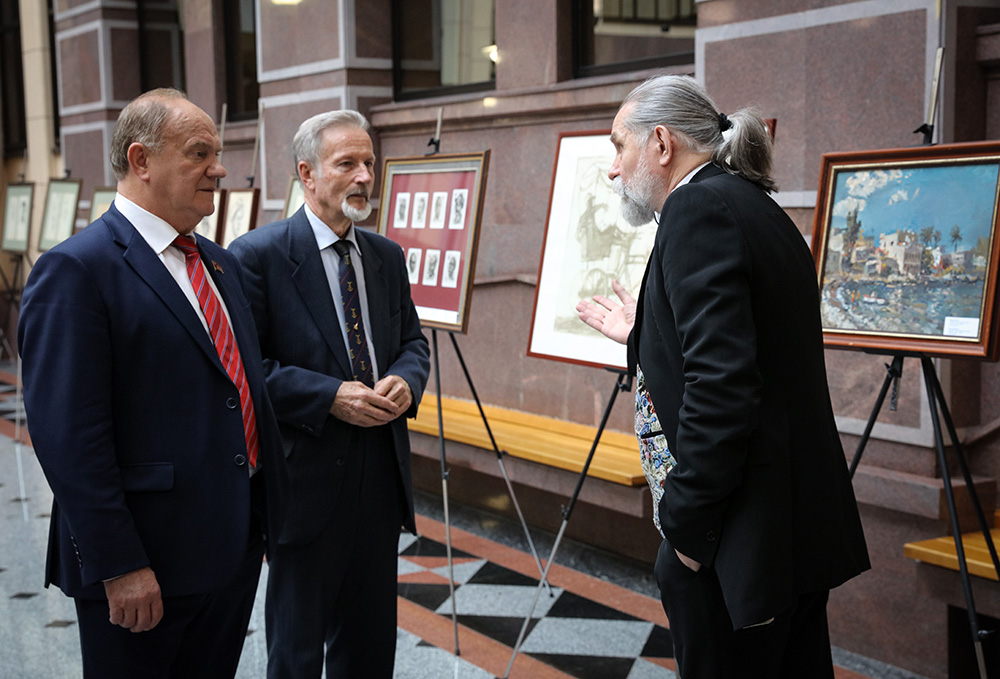
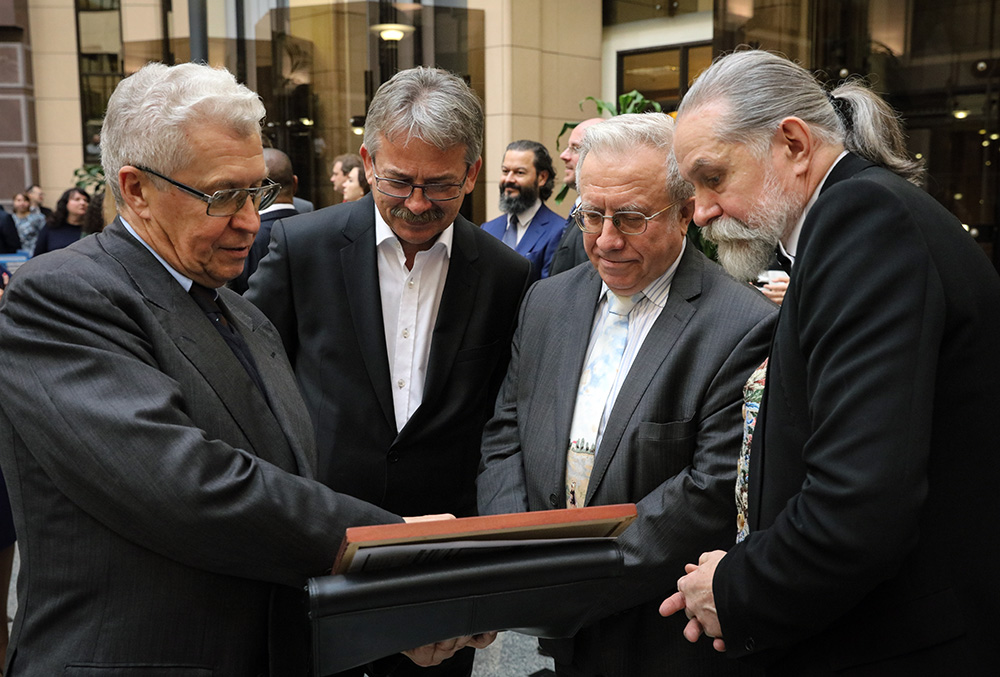
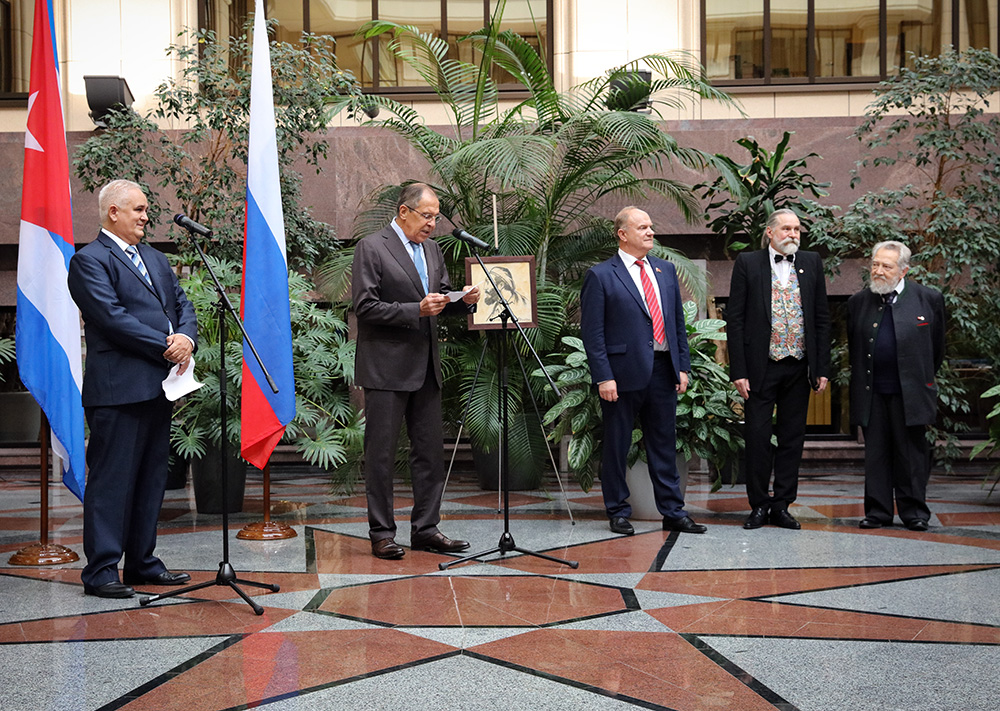
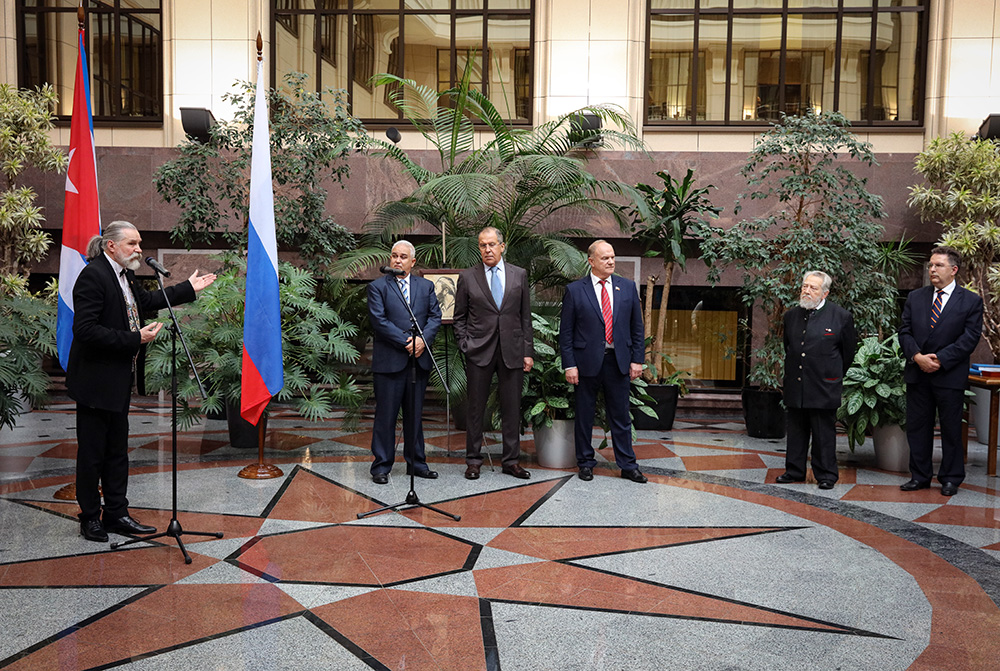
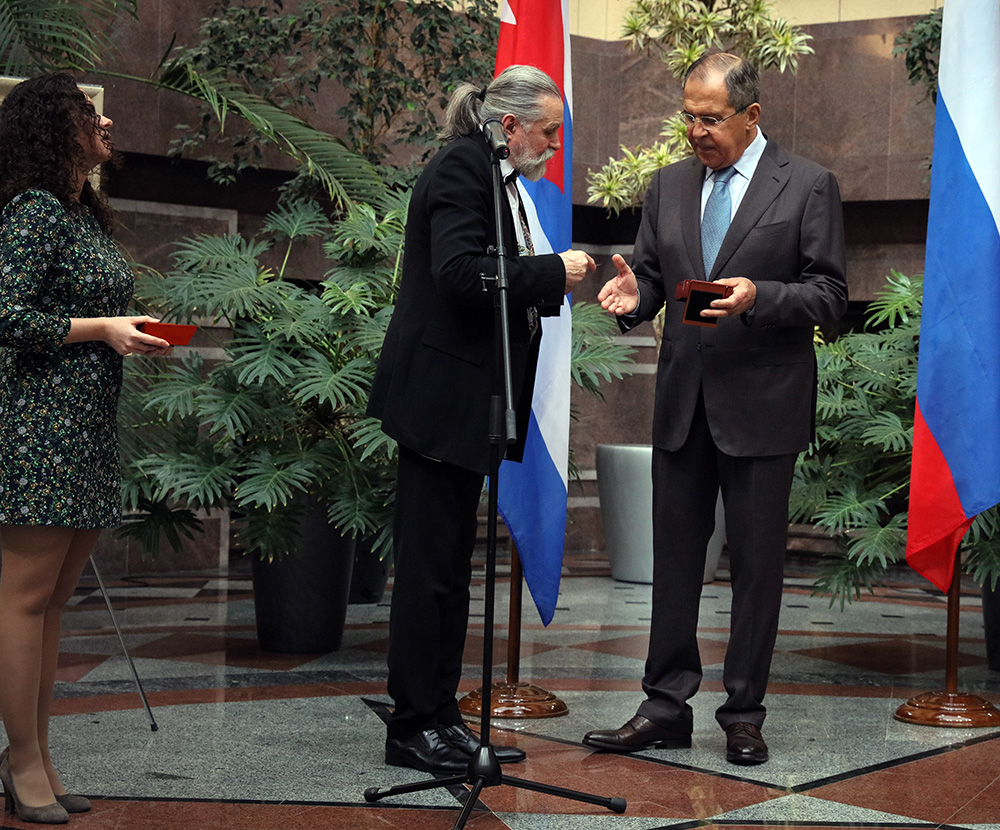
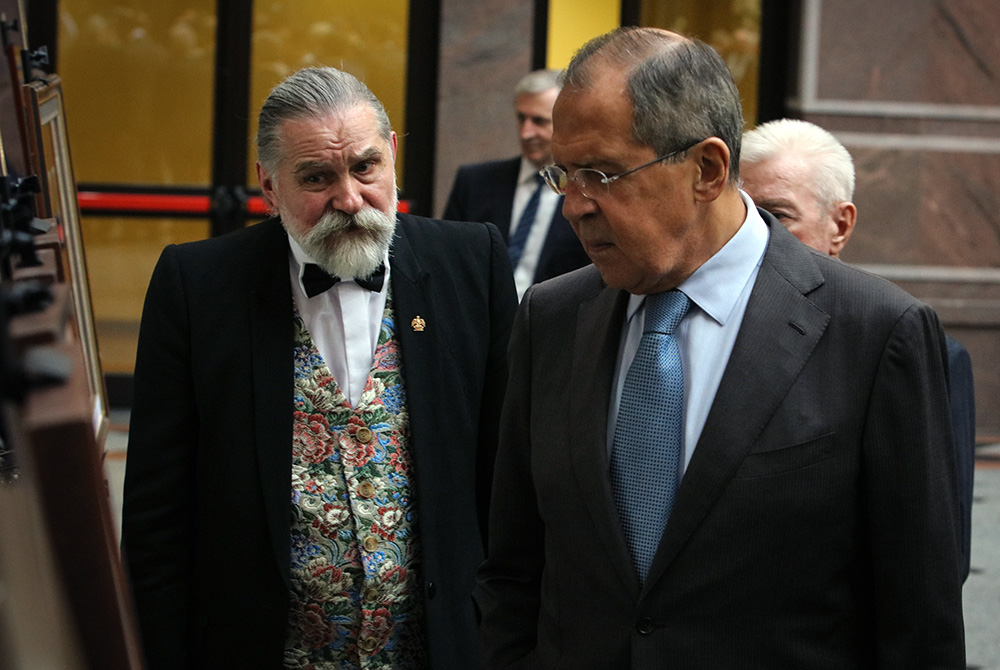

- 2018 — художественная выставка московских художников «Рождественская выставка». Выставочный зал МОСХ России на Беговой улице. Москва; художественная выставка «Золотая земля». Национальная картинная галерея, Королевство Таиланд; художественная выставка «Все краски Азии». Музей — мастерская С. М. Герасимова. Тамбовская область, г. Мичуринск

## Награды
- Медаль «Участнику чрезвычайных гуманитарных операций» МЧС России (2004)
- Национальная премия «Лучшие книги и издательства года — 2005» (2005) — за альбом «Здравствуй, Индия!»
- Почетная грамота Министерства культуры РФ, (2012)
- Благодарность Администрации Президента Российской Федерации (2016) — за подготовку и проведение саммита Россия — АСЕАН
- Национальная премия «Лучшие книги и издательства года — 2016» (2016) — за альбом «Все краски АСЕАН»
- Диплом «Золотой Витязь» VII Славянского Музыкального Форума (2016)
- Памятная медаль «15 лет гуманитарной операции в Афганистане» (2016)
- Национальная премия «Лучшие книги и издательства года — 2017» (2017) — за альбом «Антильская Жемчужина», посвященный памяти Фиделя Кастро
- Медаль «Духовность. Традиции. Мастерство» Союза художников России (2017)
- Медаль «За взаимодействие» Министерства иностранных дел России (2018)
- Благодарность Министерства Культуры РФ (2018)

## Публикации о творчестве В. Н. Анисимова
Книги, альбомы, каталоги:
- Страна Советов. Всесоюзная художественная выставка. Каталог. — М.,1987.
- Russian Collection. Habitat — center, New Delhi. India. Albym. — New Delhi, 1992
- Пейзаж. Страницы истории. Альбом. Автор — составитель К. Г. Богемская. — М.,1992
- Белые ночи. Каталог выставки российского офорта в Display Art Gallery. Hotel Oberoi. New Delhi. India. — New Delhi, 1993
- Цветы Мории. Каталог выставки. — М., 1994
- VIII Триеннале — Индия. Альбом — каталог выставки в Lalit Kala Akademi. New Delhi. India. — New Delhi, 1994
- Интерпленэр — 95. Каталог выставки. — Красноярск, 1995
- Impressions. Lalit Kala Akademi. Albym. — New Delhi, 1995
- Namaste. Сто дней в Гималаях. Альбом — каталог. — М., 1996
- IX Триеннале — Индия. Альбом — каталог выставки. — New Delhi, 1994
- Золотая кисть. Альбом. — М., 1997
- Вокруг Индии. Альбом — каталог выставки в Центральном выставочном зале Оренбурга. — Оренбург, 1997
- ЦДХ 98. Каталог Московского Международного художественного салона. — М., 1998
- Индия глазами российских художников. Альбом — каталог выставки в Государственной Третьяковской галерее. — М., 1998
- Россия IХ . Всероссийская художественная выставка. Альбом — каталог выставки. — М.,1999
- Имени твоему. Каталог Всероссийской художественной выставки. — М.,2000
- Ожерелье экватора. Альбом — каталог выставки в Московском музее современного искусства. — М., 2000
- ЦДХ 2000. Каталог Московского международного художественного салона. — М.,2000
- Russian Collection. National Gallery of Indonesia. Jakarta. — Jakarta, 2000
- Индонезия. Экспедиционный дневник. Альбом — каталог выставки в Выставочном зале «Малый Манеж». — М., 2000
- Морями теплыми омытая. Альбом — каталог выставки в Государственном музее Востока. — М., 2001
- ЦДХ 2001. Каталог Московского международного художественного салона. — М.,2001
- Антильская жемчужина. Альбом — каталог выставки в Российской академии художеств. — М., 2001
- 70 лет Московского Союза художников. Альбом. — М., 2002
- Художники России в Кувейте. Альбом — каталог выставки, посвященной юбилею установления дипломатических отношений между Российской Федерацией и Республикой Кувейт. — М., 2002
- Russian Collection — 2. National Gallery of Indonesia. Jakarta. Albym. — Jakarta, 2003
- Москва — 2004. Каталог выставки. Составитель К. В. Петров. — М., 2004. — С. 28
- Москва — город мира. Каталог Межнациональной художественной выставки. — М.,2004. — С. 11
- Золотая кисть. Альбом. — М., 2004
- Зелёный шум. Всероссийская выставка пейзажа. Каталог. Автор вступительной статьи И. Б. Порто. — М.,2004
- XI Триеннале — Индия. Альбом — каталог выставки в Lalit Kala Akademi. New Delhi. India. — New Delhi, 2004
- Международная художественная выставка. Чартра Кала Паришад. Бангалор. Индия. Альбом — каталог выставки.- М., 2004
- Россия. Каталог Х Всероссийской художественной выставки. Редактор А. У. Греков. — М.,2004.
- Товарищество Московских живописцев. Альбом. — М.,2004
- Russian Collection — 3. National Gallery of Indonesia. Jakarta. Albym.- Jakarta, 2005
- Победа. 1941—1945. Каталог международной художественной выставки. — М., 2005
- Россия. Каталог ХV Всероссийской художественной выставки. Редактор А. У. Греков. — М.,2009
- Современная живопись ведущих художников России. Альбом. Автор — составитель Л.Рыбакова. — Пекин. 2006. — С. 29-34
- Зелёный шум. Всероссийская выставка пейзажа. Каталог. Автор вступительной статьи И. Б. Порто. — М.,2004. — С. 11 — 18
- УП Международный фестиваль «Москва-город мира». Каталог. Авторы вступительных статей: З.Церетели, Ю.Свенцицкий. — М., 2008
- Путь единства. Альбом. Автор-составитель Л. В. Ширшова. — М., 2009
- Традиции великой школы. Альбом-каталог академической выставки. Автор вступительной статьи А. Н. Ковальчук. — Ярославль, 2009
- Ожерелье Экватора. Остров Бали. Альбом — каталог выставки в Государственном музее Востока. — М., 2009
- Искусство сегодня. Альбом-каталог. — М.,2009
- Москва 2009. Альбом — каталог художественной выставки. Руководитель проекта Е.Ромашко. — М., 2009
- ЦДХ 2009. Каталог Московского международного художественного салона. — М., 2009
- Поиск традиции. Каталог всероссийской художественной выставки. Руководитель проекта Е.Ромашко. — М., 2009
- Под голубым небом. Альбом — каталог персональной выставки произведений В. Н. Анисимова в Муромском художественном музее. — М., 2010
- Современное искусство 2010. Альбом. Авторы вступительных статей: Г.Ивлиев, А.Авдеев, З.Церетели и другие. — М., 2010
- Традиции искусства пейзажа. Каталог выставки пейзажной живописи. — Тверь, 2010
- Победа. 1941—1945. Автор вступительной статьи А. Н. Ковальчук, другие. Альбом-каталог международной художественной выставки. — М., 2010
- Страны далекие и близкие. Альбом — каталог персональной выставки произведений В. Н. Анисимова в Тверском городском музейно-выставочном центре. — Тверь, 2010
- Вершины в ладонях неба. Альбом — каталог всероссийской художественной выставки. Автор-составитель В. Б. Соскиев. — М., 2011
- Московский Союз художников — 80. Альбом. Авторы вступ. Статей Б. И. Иогансон, М. М. Красилин. — М., 2012
- 200 — летие Победы в Отечественной войне 1812 года. Каталог выставки. Авторы вступ. статей З. К. Церетели, Ю. Н. Малышев. — М., 2012
- Все краски АСЕАН. Альбом. К юбилею диалогового партнёрства Российской Федерации со странами АСЕАН. Автор вступит. статьи В. В. Путин. — М., 2016
- Антильская жемчужина. Альбом. Посвящен памяти Фиделя Кастро. Авторы вступит. Статей В. В. Путин, С. В. Лавров, Г. А. Зюганов. — М., 2017
- Поплавский Г. Г. Пути — дороги творчества. Альбом. — М., 2017
- Лаура и Флоранте. Автор иллюстраций В. Н. Анисимов. — М., 2017
- Суванапум «Золотая Земля». Альбом. Автор вступит. статьи В. И. Матвиенко, З. К. Церетели. — Тверь, 2018

Статьи в периодических изданиях:
- Малахов Н. На просторах Родины. — В газете: Известия. −1983. — 13 января
- Качарова А. Образы России. — В журнале: Творчество. — № 2. — 1986. — С. 5
- Самсонова С. Н. Счастлив, что я художник — В газете: Правда. — 1993 — 28 января. — С. 6
- Воронов Н. В. Когда мастер берет красоту — В газете: Русская коллекция. — 1998. — март — апрель. — № 3 — 4 (13 — 14). — С. 14
- Воронков П. Яблоко Микеланджело — В газете: Московский комсомолец. — 1998. — 15 марта. — С. 21 — 22
- Мы собираем лучших — В газете: Культура. — 1999. — 11 — 17 февраля. — С. 3
- Некрасова М. А. Россия — в Манеже. — В журнале: Слово. — 1999 — № 4. — июль — август. — С. 84 — 86
- Дубов В. А. Наедине с природой. — В газете: Интеллигент. — 2001. — № 9 — 12 (103—106), сентябрь — декабрь. — С. 14
- Измайлов М. Выставка живописи. — В газете: Наш изограф. — 2001. — № 3(83). — С. 9
- Егорова И. Весенний аккорд. — В журнале: Слово. — 2001. — № 3, май — июнь. — С. 111—112
- Романова Ю. А. Животворящая красота земли. — В газете: Интеллигент. — 2002. — № 3 −8 (109 −114), март — август. — С. 8 — 9
- Дубов В. А. Наедине с природой. — В газете: Интеллигент. — 2002. — № 1 — 2 (107—108), январь — февраль — С. 8 — 9
- Ширшова Л. В. Духовное возрождение. — В газете: Галерея изящных искусств. — 2007.- № 4, апрель. — С. 3
- Кончин Е. В. 75-летие Московского Союза художников. — В газете: Культура. — 2007. — 27-29 июля — С. 4
- Нехорошев Ю. И. Осенняя музыка цвета. — В еженедельнике: Наш изограф. — 2007. — № 11. — С. 14 — 15
- Горбунов К. Многоликая Россия. — В журнале: Искусство. — М., 2014. — № 1. — С. 9
- Воротынцева К. Тихая моя Родина. — В газете: Культура. — М.,2016. — № 4. — 5 — 11 февраля. — С. 8